# Krombach (Eichsfeld)

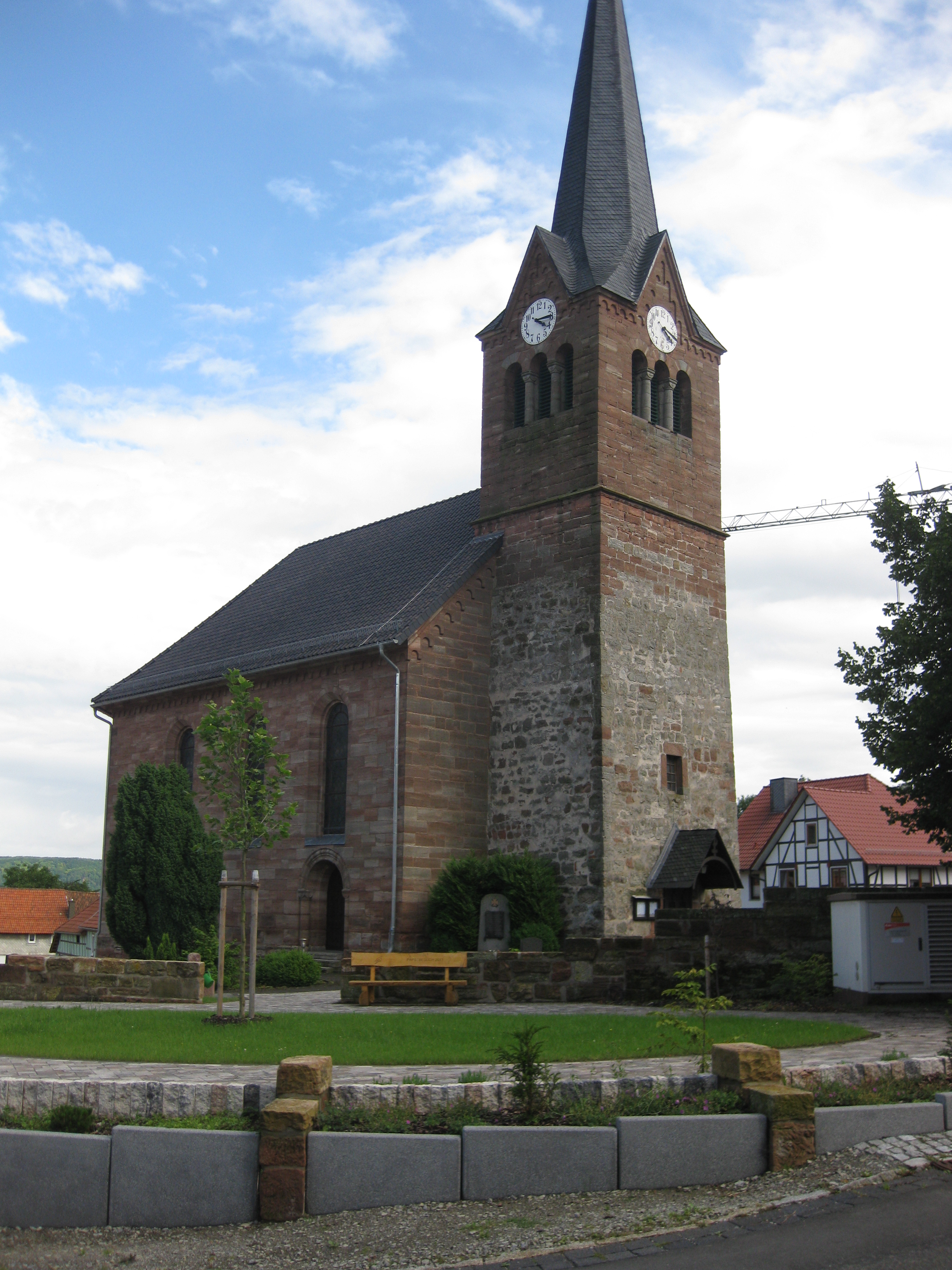
Kerk van Krombach

Krombach is een gemeente in de Duitse deelstaat Thüringen, en maakt deel uit van de Landkreis Eichsfeld.
Krombach telt 165 inwoners.